# Хаплотип
Хаплотип е съкратен изказ на термина „хаплоиден генотип“. В генетиката, хаплотипът (от гръцки haplos - единствен) е комбинация от алели на множество локуси, които биват предавани заедно на същата хромозома. Под хаплотип може да се разбира най-малко два локуса или най-много цяла хромозома, в зависимост от броя на рекомбинациите, които настъпват между дадена двойка локуси.